# Круксвілл (Огайо)
Круксвілл (англ. Crooksville) — селище (англ. village) в США, в окрузі Перрі штату Огайо. Населення — 2418 осіб (2020).

## Географія
Круксвілл розташований за координатами 39°46′9″ пн. ш. 82°5′42″ зх. д. / 39.76917° пн. ш. 82.09500° зх. д. (39.769154, -82.095068).  За даними Бюро перепису населення США в 2010 році селище мало площу 4,26 км², з яких 4,21 км² — суходіл та 0,06 км² — водойми.

## Демографія
Згідно з переписом 2010 року, у селищі мешкали 2534 особи в 977 домогосподарствах у складі 651 родини. Густота населення становила 595 осіб/км².  Було 1094 помешкання (257/км²).
Расовий склад населення:
| - 98,5 % — білих - 0,1 % — корінних американців - 0,1 % — чорних або афроамериканців - 0,1 % — азіатів |

До двох чи більше рас належало 0,9 %. Частка іспаномовних становила 0,7 % від усіх жителів.
За віковим діапазоном населення розподілялося таким чином: 29,7 % — особи молодші 18 років, 57,5 % — особи у віці 18—64 років, 12,8 % — особи у віці 65 років та старші. Медіана віку мешканця становила 34,4 року. На 100 осіб жіночої статі у селищі припадало 92,8 чоловіків;  на 100 жінок у віці від 18 років та старших — 90,1 чоловіків також старших 18 років.
Середній дохід на одне домашнє господарство  становив 36 634 долари США (медіана — 29 688), а середній дохід на одну сім'ю — 43 246 доларів (медіана — 37 857). Медіана доходів становила 38 144 долари для чоловіків та 26 222 долари для жінок. За межею бідності перебувало 20,9 % осіб, у тому числі 26,2 % дітей у віці до 18 років та 6,3 % осіб у віці 65 років та старших.
Цивільне працевлаштоване населення становило 939 осіб. Основні галузі зайнятості: роздрібна торгівля — 20,6 %, освіта, охорона здоров'я та соціальна допомога — 19,9 %, виробництво — 14,5 %, транспорт — 9,3 %.